# Mistrzostwa Świata FIBT 1991
Mistrzostwa Świata FIBT 1991 odbywały się w dniach 19 lutego 1991 r. w niemieckiej miejscowości Altenberg, gdzie przeprowadzono konkurencje bobslejowe oraz w dniach 31 stycznia–1 lutego 1991 roku w austriackiej miejscowości Igls, gdzie rozegrano konkurencję skeletonu.

## Skeleton
- Data:: 31 stycznia–1 lutego 1991
- Miejsce: Igls

### Mężczyźni
| Miejsce | Sportowiec         | Narodowość    | Czas    |
| ------- | ------------------ | ------------- | ------- |
| 1       | Christian Auer     | Austria       | 3:37.67 |
| 2       | Andi Schmid        | Austria       | 3:37.98 |
| 3       | Michael Grünberger | Austria       | 3:38.10 |
| 4       | Franz Plangger     | Austria       | 3:38.22 |
| 5       | Gregor Stähli      | Szwajcaria    | 3:38.23 |
| 6       | Bruce Sandford     | Nowa Zelandia | 3:41.31 |
| 7       | Thomas Platzer     | Niemcy        | 3:42.12 |
| 8       | Richard Baumann    | Niemcy        | 3:42.14 |
| 9       | Heinz Fischer      | Niemcy        | 3:42.17 |
| 10      | Fred Markl         | Niemcy        | 3:42.48 |

### Tabela medalowa
| Miejsce | Państwo |   |   |   | Razem |
| ------- | ------- | - | - | - | ----- |
| 1.      | Austria | 1 | 1 | 1 | 3     |

## Bobsleje

### Mężczyźni

#### Dwójki
- Data: 9-10 lutego 1991 r.
- Miejsce: Altenberg

| Miejsce | Narodowość | Zawodnik                       | czas |
| ------- | ---------- | ------------------------------ | ---- |
| 1       | Niemcy     | Rudi Lochner Markus Zimmermann | -    |
| 2       | Szwajcaria | Gustav Weder Curdin Morell     | -    |
| 3       | Niemcy     | Wolfgang Hoppe René Hannemann  | -    |

#### Czwórki
- Data: 19 lutego 1991 r.
- Miejsce: Altenberg

| Miejsce | Narodowość | Zawodnik                                                    | czas |
| ------- | ---------- | ----------------------------------------------------------- | ---- |
| 1       | Niemcy     | Wolfgang Hoppe Bogdan Musiol Axel Kühn Christoph Langen     | -    |
| 2       | Szwajcaria | Gustav Weder Bruno Gerber Lorenz Schindelholz Curdin Morell | -    |
| 3       | Niemcy     | Harald Czudaj Tino Bonk Axel Jang Alexander Szelig          | -    |

## Tabela medalowa
| Miejsce | Państwo    |   |   |   | Razem |
| ------- | ---------- | - | - | - | ----- |
| 1.      | Niemcy     | 2 | 0 | 2 | 4     |
| 2.      | Szwajcaria | 0 | 2 | 0 | 2     |